# Plano de saúde de Oregon
O plano de saúde de 'Oregon é o programa Medicaid  do estado de Óregon. Ele é supervisionado pelo Oregon Health Authority.

## História
O plano de saúde de Oregon  elaborado e realizado em 1993 médico de emergência (e subsequente governador de Oregon) John Kitzhaber, e depois um senador estadual, e Dr. Ralph Crawshaw, um ativista de Portland . A intenção era fazer um serviço de saúde mais acessível para os trabalhadores pobres, enquanto racionam os benefícios. Durante a década de 1990, Oregon foi considerada líder nacional em reforma de serviços de saúde.
A lei aprovada em Oregon não era compatível com a lei federal inicialmente, então uma isenção era necessária . Presidente Bill Clinton aprovou o plano em 20 de Março, 1993, entretanto ele exigiu uma revisão do plano devido uma preocupação sobre se pessoas desabilitadas teriam acesso igual. Na época, Medicaid cobriu 240,000 Oregonianos. Em 1994, o primeiro ano de operação do plano, quase 120,000 novos membros inscreveram-se, e dívidas ruins em hospitais de Portland diminuíram em 16%.
O custo do plano de saúde de Oregon aumentou de  US $1.33 bilhões em 1993-1995 para $2.36 bilhões em 1999-2001, que conduziu para medidas  de receita limitada no começo de 2000; cortes significantes viriam em seguida em 2003.
Nova inscrição no programa foi encerrado em 2004 até o começo de 2008, quando um sistema baseado em loteria foi introduzido. Dezenas de milhares de Oregonianos inscreveram-se, competindo por 3,000 vagas.
Em 2008, o Oregon Health Authority começou a implementar mudanças na política de Medicaid para aumentar a taxa de rastreamento e tornar os serviços mais acessível para crianças em risco de transtorno de desenvolvimento. Algumas dessas mudanças incluíamrevisar exigências e certificações para a condição de lar médico centrado no paciente(PCMH)  para incluir rastreios de desenvolvimento para crianças em consultas de acompanhamento infantil de 9 meses, 18 meses, e 30 meses.
O plano de saúde Oregon foi expandido para cobrir 80.000 crianças sem seguros com a legislação que aprovada em 2009. O programa inscreveu 38.000 mais crianças em fevereiro, 2010. Em 2012, tinham mais de 100.000 crianças inscritas.
O plano de saúde proposto por Oregon (Medicaid) a transformação foi iniciada por Oregon House Bill 3650, que foi aprovado pela legislação do estado com apoio de bipartidário em Junho 2011. Em Março, Oregon Senate Bill 1580 foi aprovado para a lei por Governador John Kitzhaber estabelecendo Organizações de assistência coordenadas, que focam em prevenção e coordenação de cuidados físicos, mentais e dentais para clientes do plano de saúde de Oregon.
Começando em 2012, os clientes do plano de saúde de Oregon tem um novo tipo de plano de saúde chamado de Organizações de assistência coordenadas. Uma Organização de assistência coordenada é uma rede de todos os tipos de provedores de saúde que trabalham juntos para pessoas que recebem cobertura de saúde pelo plano de saúde de Oregon. Elas integram o cuidado físico, mental e eventualmente o dental para uma saúde e cuidado melhor com custos baixos. Elas focam na prevenção de doenças e enfermidades e em melhorar cuidados para manter pacientes saudáveis e controlar de condições de saúde existentes.
A fundação legal para OHP geralmente está escrito no capítulo 414 do Oregon Revised Statutes.

## Elegibilidade
A elegibilidade básica requer que o solicitante seja residente de Oregon, como um cidadão ou caso o contrário. O nível de cobertura é baseado em renda, idade, condições físicas e mentais.
Em 2014, o estado implementou a Medicaid expansion da Affordable Care Act, juntando antigas exigências de elegibilidade da OHP em uma única exigência de renda; até 138% do nível de pobreza federal. Em Dezembro de 2014, Inscrições no  Medicaid de Oregon e programas da CHIP aumentaram para 1,030,940 pessoas (26% da população do estado).

## Cobertura
Desde Fevereiro de 2003 foram feitos ajustes para o plano de saúde de Oregon , consiste de dois planos principais, OHP Plus e OHP Standard.

### OHP Plus
OHP Plus é um pacote de benefícios completo oferecido para crianças e adultos elegíveis para o  Medicaid ou para o programa de seguro de saúde infantil. O pacote do OHP Plus não tem privilégios, mas alguns adultos podem precisar de pagar um pequeno copagamento para serviços ambulatórios e receita de algum medicamento .
Em Janeiro de 2010, a maioria do benefícios de visão e alguns benefícios dentais foram retirados do OHP Plus por déficit de renda, os benefícios foram parcialmente restaurados em janeiro de 2014.

### OHP Standard
OHP Standard é um pacote de benefícios limitado cobrindo um número limitado de adultos sem seguros que não são elegíveis para a Medicaid. Em 2003, quando OHP Standard começou a exigir pequenos pagamentos da maioria dos participantes adultos, aproximadamente 40,000 cidadãos de Oregon (muitos sem teto, necessitados ou mentalmente doentes) não conseguiram pagar e foram retirados do programa .  Cortes significantes foram feitos para a receita do plano de saúde de Oregon em 2003. Hoje, o pagamento mensal ainda é exigido, mas não tem copagadores.
Na data efetiva de janeiro de 2014, o pacote OHP Standard foi alterada para a OHP Plus como parte da implementação da federal do estado Patient Protection and Affordable Care Act.

## Contratantes de cuidado gerenciado
Como um sistema de cuidados gerenciados Medicaid, o plano tem contratos com várias empresas privadas e  empresas sem fins lucrativos que proporcionam cuidados por uma taxa de capitação. Em 2012, a Section 1115 Medicaid waiver projetou um novo tipo de plano chamado Organização de cuidados coordenados, que incluíam algumas das organizações preexistentes como a CareOregon, PacificSource, e a  FamilyCare e também algumas associações de prática independente.
Em 2017,o segundo maior segurador da Medicaid , FamilyCare, fechou as portas; a sua área será ocupada em sua maioria por outro segurador da Medicaid, Health Share. Health Share tem relações com a CareOregon, que incorporou 80mil membros.
De 2016 até 2018, CareOregon, que foi fundada em 1994 por provedores com a Oregon Primary Care Association, Oregon Health Sciences University, e Multnomah County Health Department, perdeu quase $96 milhões. Vários outros planos tiveram perdas também.

## Controvérsias
O plano de saúde de Oregon tornou-se o foco de análises nacionais em 2003, depois dos grandes cortes de renda que levou 100,000 pessoas para a saúde mental e/ou tratamentos com abuso de substancias perdendo a cobertura de receita  do programa.
Durante 2008 e 2009, o plano de saúde Oregon  causou controvérsia quando impôs diretrizes de 1994 para cobrir cuidados de comforto, e não cobrir tratamentos de câncer como quimioterapia, sirurgia e radioterapia para pacientes com menos de 5% de  chance de sobrevivência durante cinco anos.
residente de Springfield  Barbara Wagner disse que seu oncologista receitou a medicamento de quimioterapia Tarceva para seu câncer de pulmão, mas que funcionários do plano de saúde de Oregon mandaram uma carta para ela negando a sua cobertura para o medicamento, e informando a ela que eles só irão pagar para cuidado paliativo e morte assistida. Ela fez um apelo judicial a negação duas vezes, mas perdeu duas vezes.  Tarceva farmaucêutico Genentech aceitou suplir o remédio  para ela que custava $4,000 por mês complemente de graça.  A situação de Wagner atraiu um monte de atenção da midia, a internet, e causou protestos de grupos religiosos.
Em 26 de Agosto de 2008, antigo governador de  Oregon John Kitzhaber e Somnath Saha, um médico de Portland e depois presidente da Oregon Health Services Commission, publicou uma opinião editorial no jornal The Oregonian  em resposta a história distorcida Wagner na midia. De Acordo com Kitzhaber e Saha, o plano de saúde de Oregon consegue cobrir quase todas quimioterapia prescritas para  pacientes com câncer, incluindo os multiplas sessões de quimioterapia que Wagner recebeu; o pedido de Wagner para tratamento de segunda linha foi negado porcausa do benefício limitado do medicamento e alto custo, que levou a negação do acesso para tratamentos bem estabelecidos e de primeira linha para outros pacientes de câncer. Kitzhaber e Saha declarou que "a ideia de que tratamentos foram negados porque morte seria mais 'rentável'...é abominável e uma distorção grosseira dos fatos. O fato que [médicos ajudam a morte] é abordado pelo plano de saúde e não tem nenhuma relação na decisão neste ou qualquer outro caso."
Wagner morreu em Outubro de 2008, três semanas depois de começar a Tarceva.

## Esforços legislativos em andamento
Depois do fim de seus dois mandatos como o Governador de Oregon, Kitzhaber estabeleceu o Movimento Archimedes, que tem o objetivo de ser uma grassroot e tentativa de fazer uma legislação e resolver o problemas dos cuidados de saúde Oregon. O Movemento Archimedes também tem um relacionamento próxima com a Foundation for Medical Excellence.
O 2007 Oregon legislative session aprovou o Healthy Oregon Act (Senate Bill 329), que estabeleceu o Oregon Health Fund Board. Esse painel consultivo com sete membros trabalhou com o antigo Governador Ted Kulongoski para propor a legislação da 2009 session. Entre outros desafios, o conselho foi aconselhado que mudanças em requisitos federal vão afetar fundos que atualmente apoiam 24,000 cidadãos de Oregon no plano OHP Standard.
Em Junho de 2011, a legislatura de Oregon com apoio de bipartidários criaram Medicaid (no plano de saúde de Oregon) mudança feita com House Bill 3650. o objetivo dessa legislação é desenvolver um sistema de fornecimento de saúde gerenciado por organizações de cuidados coordenados para clientes do plano de saúde de Oregon que são baseados em comunidade, e tem flexibilidade para entregar cuidados melhores, com custos menores. Em  Março de, 2012, Oregon Senate Bill 1580 foi aprovado pela lei pelo Governador John Kitzhaber estabelcendo organizações de cuidados coordenados para clientes do plano de saúde de Oregon .
Em Agosto de 2012, a primeira organização de cuidados coordenados foi inaugurada para servir clientes do plano de saúde de Oregon.